# Mariachis de Guadalajara
Mariachis de Guadalajara fue un equipo de la Liga Mexicana de Béisbol con sede en la ciudad de Guadalajara, Jalisco. Jugaban sus partidos como locales en el Estadio Panamericano.

## Historia
En 2020, el presidente Andrés Manuel López Obrador anunció que el Águila de Veracruz regresara para la temporada 2021 junto con el equipo Mariachis de Guadalajara, gracias a la expansión, a partir de esa temporada, de 16 a 18 equipos en el circuito veraniego.

#### 2021
Luego de que se suspendiera la temporada 2020 de la Liga Mexicana de Béisbol, para la temporada 2021, las acciones se reanudaron y los Mariachis debutaron el 21 de mayo en el Estadio Panamericano, enfrentando a su primer rival en su historia a los Generales de Durango.
El 21 de mayo de 2021 Mariachis ganaría su primer juego en la historia de la franquicia al derrotar 12-3 a Generales de Durango en el Estadio Charros, el pitcher ganador fue Anthony Vasquez.
El 29 de mayo de 2021 los Mariachis establecieron un nuevo récord de carreras anotadas en un partido con 20 carreras anotadas contra los Generales de Durango en el Estadio Francisco Villa con victoria para los visitantes por 20-2.
El 23 de junio de 2021 los Mariachis lograron su primer walk-off con hit productor de Roque Salinas para que los Mariachis ganaran 10-9 ante los Algodoneros de Unión Laguna en el Estadio Charros.
El 10 de julio de 2021 Mariachis lograría su victoria número 30 de la temporada al derrotar 7-2 a Toros de Tijuana en el Estadio Chevron el pitcher ganador fue Anthony Vasquez y el derrotado fue Teddy Stanckiewicz.
El 21 de julio de 2021 los Mariachis rompieron el récord de carreras anotadas de 20 del 29 de mayo al vencer 24-7 a los Rieleros de Aguascalientes en el Parque Alberto Romo Chávez.
El 28 de julio de 2021 Mariachis de Guadalajara se anotó su victoria número 40 de la temporada y asegurar el mejor récord de toda la LMB. Al vencer a Pericos de Puebla en el Estadio Hermanos Serdán por pizarra de 17-2.
Los Mariachis se enfrentarían en el primer playoff a los Algodoneros de Unión Laguna para derrotarlos en 7 juegos.
En la Serie de Zona, Mariachis de Guadalajara eliminaría a los Rieleros de Aguascalientes en 6 juegos, para obtener su pase a su primera Final del Norte.
En la Final del Norte, Guadalajara cayo eliminado frente a los Toros de Tijuana en 6 juegos.

#### 2022
El 23 de julio de 2022 Mariachis recibe la mayor paliza en su joven historia frente a Rieleros de Aguascalientes, además de llevarse el récord de la liga en recibir 17 carreras en una entrada, quedando con un marcador final de 30 carreras a 7 a favor de los hidrocálidos.

#### Problemas Financieros y Desaparición
Los Mariachis tienen en su corta carrera 2 incidentes por falta de liquidez, la primera cuando el viernes 3 de agosto los jugadores decidieron no presentarse al primer juego de la serie contra los Sultanes de Monterrey por falta de pago.
Anteriormente se filtro una noticia en proceso de unos audios donde una empresaria dominicana acusa a la directiva de falta de pago por sus actividades realizadas.
Debido a estos problemas, el equipo tuvo que desaparecer y ser vendido en 2023, un grupo empresarial dirigido por la familia González Íñigo fue el comprador y se realizaron los acuerdos para que el cupo del extinto equipo fuera otorgado a los Charros de Jalisco, así este último podría volver por quinta vez a la liga mexicana de beisbol en 2024.

## Estadio
Los Mariachis tenían como casa el Estadio Panamericano ubicado en la ciudad de Zapopan, dentro de la Zona Metropolitana de Guadalajara, México. y con capacidad para 16,500 espectadores. Dicho estadio fue construido para los Juegos Panamericanos de 2011, se inauguró en octubre de 2011 y recibió la certificación oficial de la Asociación Internacional de Federaciones de Atletismo apenas unos días antes del inicio de los Juegos Panamericanos.

## Jugadores

### Último Roster
Actualizado al 1 de julio de 2021.
| Mariachis de Guadalajara Roster 2021    |    |                                    |                      |
| C U E R P O T É C N I C O               |    |                                    |                      |
| 'Mánager'                               | 30 | Bandera de México                  | Sergio Omar Gastelum |
| 'Coach de Pitcheo'                      | 33 | Bandera de Venezuela               | Roberto Espinoza     |
| 'Coach de Bateo'                        | 7  | Bandera de Venezuela               | Willie Romero        |
| J U G A D O R E S                       |    |                                    |                      |
| L A N Z A D O R E S                     |    |                                    |                      |
| Batea: D / Tira: D                      | 39 | Bandera de la República Dominicana | Jonathan Aro         |
| Batea: D / Tira: D                      | 27 | Bandera de México                  | Marco Carrillo       |
| Batea: D / Tira: D                      | 51 | Bandera de México                  | Alejandro Chávez     |
| Batea: D / Tira: D                      | 28 | Bandera de Puerto Rico             | Fernando Cruz        |
| Batea: Z / Tira: Z                      | 37 | Bandera de Estados Unidos          | Zack Dodson          |
| Batea: D / Tira: D                      | 18 | Bandera de Estados Unidos          | Jesse Estrada        |
| Batea: Z / Tira: Z                      | 48 | Bandera de México                  | Oscar Felix          |
| Batea: Z / Tira: Z                      | 32 | Bandera de Estados Unidos          | Jason Gurka          |
| Batea: Z / Tira: Z                      | 38 | Bandera de Estados Unidos          | Winston Lavendier    |
| Batea: D / Tira: D                      | 45 | Bandera de Estados Unidos          | Erik Martinez        |
| Batea: D / Tira: D                      | 16 | Bandera de Japón                   | Masaru Nakamura      |
| Batea: D / Tira: D                      | 73 | Bandera de México                  | Lenix Osuna          |
| Batea: Z / Tira: D                      | 76 | Bandera de México                  | José Palafox         |
| Batea: Z / Tira: D                      | 52 | Bandera de Estados Unidos          | Manny Parra          |
| Batea: Z / Tira: D                      | 10 | Bandera de Estados Unidos          | Mark Serrano         |
| Batea: D / Tira: D                      | 9  | Bandera de Estados Unidos          | Alexandro Tovalin    |
| Batea: D / Tira: D                      | 49 | Bandera de México                  | Salvador Valdez      |
| Batea: D / Tira: D                      | 35 | Bandera de Australia               | Todd Van Steensel    |
| Batea: Z / Tira: Z                      | 6  | Bandera de Estados Unidos          | Anthony Vasquez      |
| R E C E P T O R E S                     |    |                                    |                      |
| Batea: D / Tira: D                      | 29 | Bandera de Estados Unidos          | Juan Raul Camacho    |
| Batea: A / Tira: D                      | 8  | Bandera de México                  | Bernardo Heras       |
| Batea: Z / Tira: D                      | 20 | Bandera de México                  | Carlos Mendivil      |
| J U G A D O R E S D E C U A D R O       |    |                                    |                      |
| Primera base - Batea: Z / Tira: D       | 53 | Bandera de México                  | Jesse Castillo       |
| Primera base - Batea: Z / Tira: Z       | 23 | Bandera de Estados Unidos          | Adrián González      |
| Tercera base - Batea: D / Tira: D       | 13 | Bandera de Estados Unidos          | Christian Ibarra     |
| Tercera base - Batea: D / Tira: D       | 24 | Bandera de la República Dominicana | Dawel Lugo           |
| Tercera base - Batea: D / Tira: D       | 12 | Bandera de México                  | Issmael Salas        |
| 'Parador en corto' - Batea: D / Tira: D | 17 | Bandera de Venezuela               | Luis Sardinas        |
| 'Parador en corto' - Batea: D / Tira: D | 15 | Bandera de Estados Unidos          | Niko Vasquez         |
| 'Parador en corto' - Batea: D / Tira: D | 75 | Bandera de México                  | Mario Vega           |
| J A R D I N E R O S                     |    |                                    |                      |
| Jardinero central - Batea: Z / Tira: Z  | 4  | Bandera de Estados Unidos          | Beau Amaral          |
| Jardinero derecho - Batea: D / Tira: D  | 44 | Bandera de Puerto Rico             | Anthony Garcia       |
| Jardinero central - Batea: D / Tira: D  | 58 | Bandera de Estados Unidos          | Yahir Gurrola        |
| Jardinero central - Batea: Z / Tira: D  | 2  | Bandera de México                  | Leo Heras            |
| Jardinero derecho - Batea: D / Tira: D  | 65 | Bandera de México                  | Fausto Osorio        |
| Jardinero central - Batea: Z / Tira: Z  | 62 | Bandera de México                  | Roque Salinas        |

 =  Cuenta con nacionalidad mexicana. 

### Jugadores destacados
Adrián González.

### Números retirados
- 34 Fernando Valenzuela.[5]

- 23 Adrián González

### Novatos del año
- 2023  Randy Romero.

### Campeones Individuales

#### Campeones Bateadores
| Año  | Nombre    | Porcentaje |
| ---- | --------- | ---------- |
| 2021 | Leo Heras | .401       |

#### Campeones Productores
| Año | Nombre  | Producidas |
| --- | ------- | ---------- |
| NA  | Ninguno | NA         |

#### Campeones Jonroneros
| Año | Nombre  | Jonrones |
| --- | ------- | -------- |
| NA  | Ninguno | NA       |

#### Campeones de Bases Robadas
| Año | Nombre  | Bases |
| --- | ------- | ----- |
| NA  | Ninguno | NA    |

#### Campeones de Juegos Ganados
| Año  | Nombre          | Récord |
| ---- | --------------- | ------ |
| 2021 | Masaru Nakamura | 8-0    |

#### Campeones de Efectividad
| Año | Nombre  | Porcentaje |
| --- | ------- | ---------- |
| NA  | Ninguno | NA         |

#### Campeones de Ponches
| Año | Nombre  | Ponches |
| --- | ------- | ------- |
| NA  | Ninguno | NA      |

#### Campeones de Juegos Salvados
| Año | Nombre  | Juegos |
| --- | ------- | ------ |
| NA  | Ninguno | NA     |